# 카디프 공항
카디프 공항(영어: Cardiff Airport)은 영국 웨일스의 수도 카디프에 있는 공항이다. 웨일스에서 가장 분주한 공항으로, 1954년 4월 2일 개항했다. 2013년 3월부터 웨일스 정부가 소유 하고 있다. 2019년 승객 수는 166만 명으로 전년 대비 증가하고 있다. 이름은 카디프 공항이지만 엄밀히 카디프에 소재하지 않으며, 카디프 인근 마을인 베일오브글러모건의 루스라는 지역에 소재하고 있다.

## 통계
|                           |
| Updated: 7 February 2020. |